# راندي كوثبرت
راندي كوثبرت (بالإنجليزية: Randy Cuthbert)‏ هو لاعب كرة قدم أمريكية أمريكي، ولد في 16 يناير 1970 في لانسدال في الولايات المتحدة.

## وصلات خارجية
- راندي كوثبرت على موقع مرجع كرة القدم المحترفة.كوم (الإنجليزية)